# Vlag van Medemblik

Vlag van Medemblik

Vlag van Medemblik
(1667)

De vlag van Medemblik is de officiële vlag van de stad en gemeente sinds 30 juni 1959, toen de gemeenteraad besloot tot vaststelling van de, toen, stadsvlag. Echter, de stad had in 1667 al een vlag. In een Napolitaans vlaggenboek staat de vlag beschreven als een vlag met drie horizontale banen van gelijke hoogte in de kleuren zwart, geel en zwart. Hiermee was deze vrijwel gelijk aan het wapen van Medemblik hoewel die de kleuren in verticale positie heeft. In het Scheepvaartmuseum ligt een manuscript met de kleuren zwart-wit-zwart, maar mogelijk is daar een fout opgetreden bij het vertalen van het Napolitaanse manuscript.
Voor de vlag van 30 juni 1959 luidt de omschrijving als volgt: "een vlag van 6 schuine banen van gelijke breedte, afwisselend zwart en geel; de diagonaal lopende van de broekingstop naar de punt van het uitwaaiend gedeelte vormend de scheidingslijn van de beide middelste banen; in het bovenkanten strekkend ter hoogte van ruim 1/3 der totale vlaghoogte, geplaatst een blauwe gekantonneerde en geopende heraldische burcht." Deze vlag is toentertijd ontworpen door K. Sierksma. De diagonale strepen zijn een verwijzing naar de vlag van Friesland, terwijl de blauwe burcht een verwijzing is naar Radbouds kasteel.

## Verwante afbeeldingen

Het wapen van Medemblik

Aalsmeer · Alkmaar · Amstelveen · Amsterdam · Bergen · Beverwijk · Blaricum · Bloemendaal · Castricum · Den Helder · Diemen · Dijk en Waard · Drechterland · Edam-Volendam · Enkhuizen · Gooise Meren · Haarlem · Haarlemmermeer · Heemskerk · Heemstede · Heiloo · Hilversum · Hollands Kroon · Hoorn · Huizen · Koggenland · Landsmeer · Laren · Medemblik · Oostzaan · Opmeer · Ouder-Amstel · Purmerend · Schagen · Stede Broec · Texel · Uitgeest · Uithoorn · Velsen · Waterland · Wijdemeren · Wormerland · Zaanstad · Zandvoort